# Zlatko Šugman
Zlatko Šugman född 28 augusti 1932 i Ptuj i Slovenien död 8 december 2008 i Ljubljana i Slovenien var en slovensk skådespelare. 

## Biografi
Efter gymnasiet skrev Zlatko Šugman teatermanus åt AGRFT - Akademija za gledališče, radio, film in televizijo.
Zlatko Šugman var medlem i teatersällskapen Prešern teater i Kranj, SLG Celje, drama i Maribor och Ljubljana Stadsteater. 
Fadern Danijel Šugman föddes den 5 november 1905 i Ptuj. Danijel Šugman spelade teater åt Ptujski teater 1919 till dess nedläggning 1958. Därefter var han anställd i Maribor teatern.Fadern Daniel Šugman dog 31 okt 1964 i Maribor.
Zlatko Šugman var gift med skådespelerskan Maja Šugman och de fick en son som också blev skådespelare Jernej Šugman född 1968.
Maja Šugman föddes 10 maj 1936 i Ljubno Ob Savinji och hade  studerat vid AGRFT  i Ljubljana, därefter fick Maja Šugman sitt första jobb i Celje teater, var  även flera år i Maribor Drama och sedan med i MGL. Maja Šugman var också med i radio, i TV-serier och filmer. 

## Filmografi
| Årtal | Titel                         | Land                                                              | Språk                                | Genre                            | Regissör                                 | Producent Produktion                                               |  |
| ----- | ----------------------------- | ----------------------------------------------------------------- | ------------------------------------ | -------------------------------- | ---------------------------------------- | ------------------------------------------------------------------ |  |
| 1962  | Tistega lepega dne            | Socialistiska federativa republiken Jugoslavien                   | slovenska                            | komedi                           | France Štiglic                           | Viba Film (Ljubljana)                                              |  |
| 1964  | Ne joči, Peter                | Socialistiska federativa republiken Jugoslavien                   | slovenska                            | äventyr krig                     | France Štiglic                           | Viba Film (Ljubljana)                                              |  |
| 1965  | Po isti poti se ne vracaj     | Socialistiska federativa republiken Jugoslavien                   | serbo-kroatiska                      | drama                            | Joze Babic                               | Viba Film (Ljubljana)                                              |  |
| 1966  | Amandus                       | Socialistiska federativa republiken Jugoslavien                   | slovenska                            | drama historia                   | France Štiglic                           | Viba Film (Ljubljana)                                              |  |
| 1976  | Vdovstvo Karoline Zasler      | Socialistiska federativa republiken Jugoslavien                   | slovenska                            | komedi drama                     | Matjaz Klopcic                           | Viba Film (Ljubljana)                                              |  |
| 1985  | Der Sonne entgegen            | Österrike · Tyskland                                              | tyska                                | TV-serie 6 säsonger komedi drama | Hermann Leitner Gottfried Schwarz        | Satel Film Südwestfunk (SWF) Österreichischer Rundfunk (ORF)       |  |
| 1987  | Ljubezen nam je vsem v pogubo | Socialistiska federativa republiken Jugoslavien                   | slovenska                            | drama romantik                   | Jože Gale                                | RTV Ljubljana Viba Film (Ljubljana)                                |  |
| 1988  | Poletje v skoljki             | Socialistiska federativa republiken Jugoslavien                   | slovenska                            | komedi musik                     | Tugo Štiglic                             | Tugo Štiglic                                                       |  |
| 1988  | P.S. - Post Scriptum          | Socialistiska federativa republiken Jugoslavien                   | slovenska                            | drama                            | Marcel Buh Bostjan Hladnik Andrej Stojan | Viba Film (Ljubljana)                                              |  |
| 1988  | Bronzová spirála              | Tjeckoslovakien · Socialistiska federativa republiken Jugoslavien | tjeckiska                            | TV-serie                         | Jirí Sequens                             | Krátký Film Praha RTV Ljubljana ÈSFR TV                            |  |
| 1990  | Do konca in naprej            | Socialistiska federativa republiken Jugoslavien                   | slovenska                            | drama                            | Jure Pervanje                            | Studio 37 Viba Film (Ljubljana)                                    |  |
| 1990  | Decembrski dez                | Socialistiska federativa republiken Jugoslavien                   | slovenska                            | drama                            | Božo Šprajc                              | RTV Ljubljana Viba Film( Ljubljana)                                |  |
| 1996  | Konec velkých prázdnin        | Tjeckien · Österrike · Slovakien · Slovenien                      | slovenska tyska slovakiska tjeckiska | TV-serie                         | Miloslav Luther                          | Ceská Televize Slovenská Televízia Österreichischer Rundfunk (ORF) |  |
| 2003  | Pod njenim oknom              | Slovenien                                                         | slovenska                            | drama romantik                   | Metod Pevec                              | E-motion Film RTV Slovenija VPK                                    |  |